# Ramazan Abdoulatipov
 (juillet 2024).
Si vous disposez d'ouvrages ou d'articles de référence ou si vous connaissez des sites web de qualité traitant du thème abordé ici, merci de compléter l'article en donnant les références utiles à sa vérifiabilité et en les liant à la section « Notes et références ».
Ramazan Gadjimouradovitch Abdoulatipov (en russe : Рамаза́н Гаджимура́дович Абдулати́пов), né le 4 août 1946 à Guebgouda, est un professeur d'université et un homme politique russe, membre du parti Russie unie. Il est député à la Douma depuis 2011 et chef de la république du Daghestan du 28 janvier 2013 au 3 octobre 2017.

## Biographie
Il naît à Guebgouda, un village du Daghestan, dans la famille du dirigeant du kolkhoze local, dont il est le neuvième enfant. Il est Avar de nationalité. Après ses études secondaires, il entre en 1963 à l'école de médecine de Bouïnaksk qu'il termine en 1966 avec le diplôme de Feldscher, c'est-à-dire d'aide-médecin. Il accomplit son service militaire, jusqu'en 1970, en tant que sous-officier au service de santé. Il travaille quelque temps en tant que machiniste, puis dirige un département d'études sportives d'une société sportive régionale, tout en dirigeant l'infirmerie de l'usine de phosphore de Kiziliourt. Il entre au PCUS en 1972. Il est secrétaire du Komsomol local du raïon de Tliarata en 1974-1975, puis chef-adjoint du département de propagande et d'agit-prop de ce Komsomol. Il parachève entre-temps ses études par des cours du soir. C'est en 1975 qu'il termine la faculté d'histoire de l'université du Daghestan. Ensuite il commence un cycle d'aspirant au doctorat en philosophie matérialiste à la faculté de philosophie de l'université Jdanov de Léningrad. Il présente sa thèse en 1978 qui a pour titre L'Individu dans le système des relations nationales de la société socialiste développée. Assistant dans cette même faculté, tout en occupant son temps libre comme responsable du service de l'agit-prop du Parti communiste local de Mourmansk, ville où il enseigne le communisme scientifique à l'école supérieure d'ingénieurs de la Marine et travaille à sa thèse de troisième cycle intitulée Les Relations nationales de la société socialiste développée: problèmes de la croyance et des mœurs dans leur fonctionnement et leur développement. Il la présente en 1985, ce qui lui donne le titre de docteur en philosophie, et une chaire d'enseignement. Deux ans plus tard, il obtient celle-ci à l'institut pédagogique du Daghestan. Mais il n'y demeure qu'un an, car il est appelé en 1988 à Moscou, pour prendre le poste de consultant au département des relations nationales au siège du PCUS. Un peu plus tard, il dirige le secteur d'analyse et de prospective de ce même département.

### Carrière politique
Il est élu député au Congrès des députés du peuple en 1990, pour le territoire de la 93e circonscription de Bouïnaksk. Il entre dans le groupe parlementaire « Souveraineté et Égalité ». Le 3 juin 1990, il est élu président du Soviet des nationalités de la république socialiste fédérative soviétique de Russie, alors que le régime soviétique court à sa perte. Il demeure à ce poste jusqu'à la crise constitutionnelle russe de 1993.
Il est un des dirigeants de l'association parlementaire russo-arabe. Abdoulatipov est l'un des auteurs en février 1991 de la Déclaration politique au Soviet suprême et au Congrès connue comme la « déclaration des Six », dans laquelle deux vice-présidents du Soviet suprême et des parlementaires expriment leur défiance à l'égard de Boris Eltsine; mais bien vite Abdoulatipov change de pied et parvient à conserver sa position. À l'été 1991, il prend part à la campagne électorale présidentielle de Vadim Bakatine en tant que candidat à la vice-présidence. Bakatine et Abdoulatipov ne remportent que la sixième et dernière place avec 3,42 % des votes.
Au moment du putsch d'août 1991, il s'exprime contre ses auteurs réunis dans le Comité national pour l'état d'urgence et rend sa carte du PCUS. Peu après, il adhère au Parti socialiste des travailleurs, parti éphémère d'obédience sociale-démocrate qu'il quitte peu de temps après. Il participe à cette époque avec Rouslan Khasboulatov au règlement du conflit entre Avars et Tchétchènes au Daghestan.
Le 12 décembre 1991, il est de ceux qui votent la fin de l'URSS. Il représente le Conseil suprême de Russie au moment du conflit politique interne du 21 septembre au 4 octobre 1993 qui se joue avec des pourparlers entre le Parlement et le président Eltsine, avant de se rallier à ce dernier.
À partir de septembre 1993, il est premier vice-président du Comité d'État fédéral des questions de fédération et de nationalité. Il entre en octobre 1993 au conseil fédéral du parti « Unité et Concorde ». Abdoulatipov est élu en décembre 1993 au Conseil de la fédération, comme député de la 5e circonscription du Daguestan. Il est élu vice-président de ce Congrès en janvier 1994 et nommé en même temps premier vice-ministre des nationalités et de la politique régionale. En décembre 1995, il est élu à la IIe Douma de Russie pour la 10e circonscription de Bouïnaksk. Il fait partie du groupe parlementaire « Régions russes ». Il appartient à divers comités à propos du règlement humanitaire du conflit tchétchène, et devient parlementaire à l'assemblée parlementaire du Conseil de l'Europe et membre du parlement de la CEI, bientôt inopérant.
Le 1er août 1997, il est nommé vice-président du Conseil des ministres en qualité de ministre chargé des questions de nationalité et du développement de la fédération et de l'autonomie locale. Il donne sa démission en même temps que le cabinet de Victor Tchernomyrdine, mais retourne au gouvernement le 11 septembre 1998 dans celui d'Evgueni Primakov, toujours chargé des questions de nationalité. Il préside le conseil de l'organisation « Assemblée des peuples de Russie ». Après la démission de Primakov en mai 1999, il est ministre sans portefeuille dans le nouveau gouvernement, chargé des questions du Caucase du Nord, mais démissionne dès le 9 août suivant.
En 2000, le président de la fédération de Russie l'envoie en tant que représentant spécial en Arabie saoudite et dans les Émirats arabes unis.
Le 23 mai 2005, il est nommé ambassadeur plénipotentiaire et extraordinaire au Tadjikistan. Il est élu le 30 octobre 2009 recteur de l'université d'État de Moscou de la culture et des arts. En décembre 2011, il est élu comme député à la VIe Douma au sein du parti Russie unie.

### Président du Daghestan
Le 27 janvier 2013, il est nommé par décret présidentiel comme président par intérim de la république du Daguestan, en remplacement de Magomedsalam Magomedov, d'ethnie darguine. Le 8 septembre suivant, il est élu à cette fonction par 86 des 88 députés de l'Assemblée populaire de la république du Daguestan. Le 27 septembre 2017, il remet sa démission qui est acceptée par le président Poutine le 3 octobre suivant. 

### Autres fonctions
Il est membre de l'Académie russe des sciences naturelles.

## Décorations
Il reçoit l'ordre de l'Amitié le 28 février 1997.

## Source
- (ru) Cet article est partiellement ou en totalité issu de l’article de Wikipédia en russe intitulé « Абдулатипов, Рамазан Гаджимурадович » (voir la liste des auteurs).